# Cornel Penu
Cornel Penu, né le 16 juin 1946 à Galați, est un ancien handballeur international roumain évoluant au poste de gardien de but. Avec l'équipe de Roumanie, dont il est le troisième joueur le plus capé avec 260 sélections, il est notamment double champion du monde en 1970 et 1974 et a remporté deux médailles olympique, le bronze en 1972 puis l'argent en 1976.
En club, il a principalement évolué au Dinamo Bucarest jusqu'en 1980. Par la suite, il entraîne les gardiens de but du Dinamo et de l'équipe de Roumanie. En 1993, il quitte la Roumanie pour le Maroc où il entraine pendant 9 ans puis la France où il a continué à former les enfants au club Sedan. La peinture est une de ses passions.

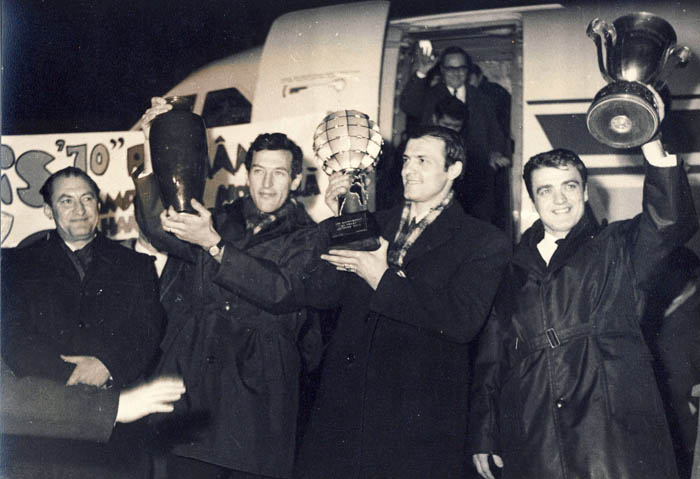
Penu, à gauche, aux côtés de Gruia et d'Oțelea.

## Palmarès de joueur

### En club
Compétitions nationales
- Vainqueur du Championnat de Roumanie (1) : 1978
  - Vice-champion en 1969, 1970, 1971, 972, 1974, 1975, 1976, 1977
- Vainqueur de la Coupe de Roumanie (1) : 1979

### Équipe nationale
Jeux olympiques
- Médaillé de bronze aux Jeux olympiques de 1972
- Médaillé d'argent aux Jeux olympiques de 1976

Championnats du monde
- Médaillé de bronze au Championnat du monde 1967
- Médaillé d'or au Championnat du monde 1970
- Médaillé d'or au Championnat du monde 1974